# Neotrichococcus filifer
Neotrichococcus filifer är en insektsart som först beskrevs av Borchsenius 1948.  Neotrichococcus filifer ingår i släktet Neotrichococcus och familjen filtsköldlöss. Inga underarter finns listade i Catalogue of Life.